# 柳 (歌曲)
〈柳〉是美國創作歌手泰勒·斯威夫特的歌曲，於2020年12月11日由聯眾唱片發行，作為她第九張錄音室專輯《恆久傳說》的首波主打曲。該曲是室內樂風格的抒情民謠，在吉他撥弦、鐘琴、長笛、弦樂和打擊樂的伴奏下，運用多種隐喻（如將人生比喻為柳树）傳達她的浪漫心境。
斯威夫特與歌曲的製作人亞倫·戴斯納共同創作了〈柳〉。她將歌曲主題比作施放愛情咒語。由斯威夫特執導的音樂錄影帶隨歌曲一起發行，內容接續〈羊毛衫〉音樂錄影帶的情節，片中斯威夫特隨金色線條引導，經歷一段傳奇故事，並將她帶到命中註定的愛人面前。該音樂錄影帶受到了樂評家和觀看者的廣泛好評，著重讚揚了其浪漫的抒情詞句和以吉他為主的音樂。
〈柳〉發行後即空降告示牌百大單曲榜首，為斯威夫特在美國的第七首冠軍單曲，第三首發行首週冠軍單曲，也是2020年第二首冠軍單曲。此外，《恆久傳說》發行首週登頂《告示牌》二百大專輯榜，使斯威夫特成為史上首位兩次同時登頂兩個榜單的歌手（第一次為《美麗傳說》和〈羊毛衫〉）。〈柳〉在《告示牌》熱門另類歌曲榜、熱門搖滾及另類歌曲榜、數位歌曲榜、成人四十強單曲榜等皆奪冠，並在澳大利亞、加拿大和新加坡等地榜單奪冠，在比利時、克羅地亞、匈牙利、愛爾蘭、馬來西亞、新西蘭和英國等地榜單進入前十。斯威夫特首次在第63屆格萊美獎上現場演唱了〈柳〉，《滾石》稱其為史上最偉大的格萊美獎表演。〈柳〉的音樂錄影帶於2021年MTV音樂錄影帶大獎獲三項提名。

## 背景與發行
2020年7月，美國創作歌手泰勒·斯威夫特發行了第八張錄音室專輯《美麗傳說》。專輯發行後，共同製作人亞倫·戴斯納隨意創作了器樂曲〈Westerly〉，曲名為泰勒·斯威夫特羅德島州的家所在地。戴斯納將該曲交付斯威夫特後，她在一小時內將完成的〈柳〉全曲交回戴斯納。2020年12月11日，〈柳〉與專輯《恆久傳說》一同驚喜發行，前者為專輯的主打單曲。〈柳〉由斯威夫特和戴斯納共同創作，並由後者製作。戴斯納錄製歌曲並演奏鼓機、打击乐器、鍵盤樂器、合成器、钢琴、電吉他、低音吉他和原聲吉他等樂器。管弦樂由布萊斯·德斯納提供。格雷格·卡爾比和史蒂夫·法隆在新澤西州埃奇沃特的Sterling Sound工作室製成母带，而喬納森·洛在纽约州哈德遜河谷的Long Pond工作室混音。
2020年12月13日，斯威夫特在她31歲生日時發行了由瑞典製作人艾爾維拉·安德爾菲爾德重混的〈柳〉「跳舞女巫」電子音樂版。12月14日發行了該曲的「孤獨女巫」原音乐版，15日發行「月光女巫」合成器版。同日，斯威夫特在YouTube頻道上傳了其中兩個版本的影片，「孤獨女巫」版附有〈柳〉音樂錄影帶的幕後花絮，「跳舞女巫」版附有〈柳〉音樂錄影帶的分鏡。2021年6月3日，《恆久傳說》粉絲版發行並開放數位下載，其中附有電子音樂風格的〈柳（90年代潮流混音版）〉。該版本於6月14日開放單曲下載。

## 詞曲

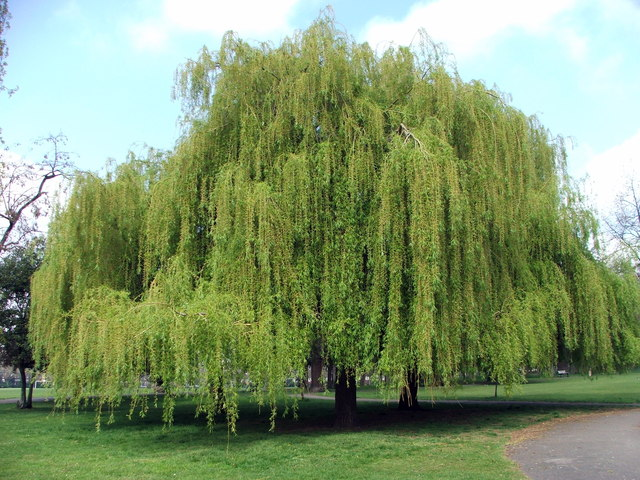
〈柳〉的歌詞將人生比喻為柳树，將改變人生的愛情比喻為吹動樹的風

〈柳〉是室內樂風格的抒情民謠，融合了美式風格、獨立民謠管弦樂、热带浩室的元素，以及繼承斯威夫特2017年專輯《舉世盛名》的嘻哈節奏。該曲由鐘琴、鼓機、大提琴、小提琴、法國號、电吉他、長笛和管弦樂等樂器，輔以她「喘息般」的副歌組成。
〈柳〉講述了神秘、渴望和追求某人的複雜心理。我覺得歌曲聽起來像是在施展咒語，使某人愛上你。——斯威夫特，《美國詞曲作家》
該曲多以
拍進行，副歌部分則為
拍。該曲的速度為每分鐘84拍，以e小調編寫，斯威夫特的音域為E3—C5。該曲為主歌—副歌形式，其和弦進行為Em–D–Em–D–Em–D–C。歌詞方面，〈柳〉是一首情歌，內容主要描述斯威夫特邀請她的靈魂伴侶進入她的生活，並運用多種隐喻，如將人生比喻為柳樹。該曲副歌的歌詞「無論你流浪到哪裡，我都跟隨」和「我懇求你牽著我的手」等，引用了斯威夫特之前歌曲中的歌詞：「就算危險也要堅持／我會跟隨你，跟隨你回家」（2012年〈危險關係〉）、「你牽著我的手，領著我一頭栽進去」（2008年〈放手去爱〉）。

## 專業評價
《今日美國》的帕特里克·萊恩稱〈柳〉的歌詞在《恆久傳說》中脫穎而出。《纽约时报》的喬恩·帕雷爾斯讚揚了該曲「焦噪交織的吉他撥弦」，認為是《恆久傳說》常見的裝飾性演奏之一。《Paste》的埃倫·約翰遜稱該曲為《恆久傳說》的「優雅開場曲」，而《Spin》的鮑比·奧利維爾則稱該曲為適合在篝火旁播放的耳虫。《衛報》的亞歷克西斯·佩特里迪斯認為如果用合成器、自动调谐和程式化節拍取代其「雅緻」的原聲編排，〈柳〉就會是一首「流行金曲」。《綜藝》的克里斯·威爾曼提到該曲反映了斯威夫特的心境，並認為該曲與《民间故事》的〈隱形的線〉和〈平靜生活〉較有關聯。《内幕》的科特妮·拉羅卡和卡莉·阿爾格里姆對〈柳〉讚譽有加：阿爾格里姆認為，該曲的副歌和歌詞無疑傳達了錯綜複雜的人類情感；拉羅卡則認為該曲延續了《民间故事》最後一首曲目〈湖泊〉的「夢境」主題。《滾石》將〈柳〉列為2020年最佳流行曲合作之一，稱讚了斯威夫特和製作人戴斯納的組合。

## 商業表現
〈柳〉發行首週即空降《告示牌》百大單曲榜首，為斯威夫特在美國的第七首冠軍單曲，第三首發行首週冠軍單曲。此外，《恆久傳說》發行首週登頂《告示牌》二百大專輯榜，使斯威夫特成為史上首位兩次同時登頂兩個榜單的歌手（第一次為《美麗傳說》和〈羊毛衫〉）。〈柳〉是斯威夫特在百大單曲榜的第29首前十名歌曲，使其超越瑪麗亞·凱莉和史蒂维·旺德，成為該榜歷史上擁有第六多前十名歌曲的歌手，以及最多發行首週前十名歌曲（19首）的女性歌手。〈柳〉發行首週獲得逾3000萬串流媒體播放次數、1230萬電台播放次數和5.9萬次單曲下載次數。〈柳〉於隔週在百大單曲榜跌至第38名，打破了排名從第一名下滑的紀錄。
〈柳〉發行首週在《告示牌》數位歌曲榜同樣奪冠，刷新她在該榜獲得最多冠軍單曲的紀錄，達21首。該曲在《告示牌》熱門搖滾及另類歌曲榜奪冠，是繼〈羊毛衫〉後再次於該榜上奪冠，且《恆久傳說》中另有13首歌曲也上榜。在《告示牌》熱門另類歌曲榜，斯威夫特以包含〈柳〉在內的16首歌曲同時進榜，打破机关枪凯利12首同時進榜的紀錄。此外，該曲也於《告示牌》另類串流單曲榜和另類數位銷售榜奪冠。2021年4月21日，〈柳〉在《告示牌》成人四十強單曲榜奪冠。該曲是斯威夫特在該榜的第八首冠軍單曲，也是繼2018年單曲〈易碎〉的首次，並使她追平凱蒂·佩芮，成為該榜史上獲得第三多冠軍單曲的歌手。該曲於榜上奪冠三週。
〈柳〉發行首週在《告示牌》加拿大百強單曲榜奪冠，為斯威夫特在該榜的第七首冠軍單曲。該曲發行首週在英國單曲排行榜以35,183的銷量排名第三，僅次於兩首聖誕歌曲，為斯威夫特在該榜的第11首前五名單曲。該曲加上〈兩難〉（第15名）和〈無證無罪〉（第19名）後，使斯威夫特在該榜的前20名單曲數增加至21首。〈柳〉在爱尔兰单曲榜同樣位居第三名，而〈兩難〉和〈無證無罪〉分別獲得第6和第11名，使斯威夫特在該榜的前50名單曲數增加至38首。
斯威夫特在澳洲同時以《恆久傳說》和〈柳〉於澳大利亚唱片业协会榜專輯榜和單曲榜奪冠。〈柳〉是斯威夫特在單曲榜的第七首冠軍單曲，也是2020年的第二首。該曲發行首週在新西兰官方音乐榜排名第三，專輯其他曲目〈兩難〉、〈無證無罪〉和〈淘金熱〉分別排名第24、第29和第34。〈柳〉在《告示牌》全球二百大單曲榜和美國除外全球單曲榜的最高排名分別為第二名和第五名。

## 音樂錄影帶
〈柳〉的音樂錄影帶（MV）隨歌曲發行，由斯威夫特執導。該MV是斯威夫特繼〈男人〉和〈羊毛衫〉後，第三部自行執導的MV。該MV講述了對某人的渴望和在人生旅途中尋找合適伴侶的曲折經歷。2020年12月15日，斯威夫特發布了MV的幕後花絮，和一部展示原始畫面與對應數位分鏡的影片，後者的分鏡由文森特·盧西多繪製。

### 內容與分析
〈柳〉的MV接續〈羊毛衫〉MV的劇情。被雨淋濕的斯威夫特於橫渡大海後，坐在小屋內，沐浴在溫暖的光線下。她手中的金線（出自〈隱形的線〉）引領她穿越时空，進入鋼琴後方的另一個現實世界。斯威夫特多次在專輯中以金色象徵男友喬·歐文，如《舉世盛名》（2017年）、《情人》（2019年）、《民间故事》等。鋼琴開啟後，內部通往秋季森林內一棵柳树根下的兔子洞。斯威夫特走出兔子洞，展開一段由魔法線引導的神秘旅程。途中，她在月光照射下的池塘中看到自己和男子（Taeok Lee飾）的倒影。

〈柳〉MV的其中一幕，斯威夫特困於玻璃箱內與愛人對視

金線後來引導她回到童年場景（出自〈七〉），其中兒童版的斯威夫特和男子在遊玩金線，暗示兩人注定要在一起。斯威夫特走出帳篷，發現自己在帳篷派對狂歡節上，身著茲默曼的奶油色長裙和Jennifer Behr的新娘頭飾（出自〈愛的故事〉），並在玻璃箱內演奏散發金色霧氣的魯特琴（出自〈鏡球〉）。斯威夫特找到男子時仍困於箱內，而她在影片首映前提到該場景隱喻她對名聲的感受。她隨後意識到追隨箱底地板下的魔法線是唯一出路，《Elle》認為該場景可能象徵斯威夫特在經歷低谷後再次找到「黃金之路」。她在該場景也同時看向鏡頭，並對嘴「我比90年代的潮流更強勢地回歸」，致敬了她首張流行專輯《1989》。
MV場景轉至冬日森林，斯威夫特身披斗篷出現，近似她在〈準備好了嗎〉（2017年）MV中的形象。她與其他披著斗篷的舞者圍成一圈，在篝火旁舉行儀式，篝火散發大量金色霧氣和魔法光球。斯威夫特在先前的歌曲中曾提及巫術，例如〈準備好了嗎〉、〈我的错〉（2017年）和〈瘋女人〉（2020年）。她在跳舞時再次找到並追隨金線，金線引導她回到小屋。男子摘下面具，絕望地看著離去的斯威夫特。斯威夫特身著新禮服從鋼琴旁走出，象徵著她在外界經歷的反璞歸真之旅使她蛻變為全新的自己。
斯威夫特在金線盡頭的小屋內發現她非孤獨一人，金線將她引導到了愛人身邊，此時歌曲正唱到「每次偷樑換柱都是藝術」。該場景展現斯威夫特感激那些使二人相遇的阻礙。她在曲中反覆歌唱的副歌「我懇求你牽著我的手／那破壞我未來計畫的，就是我的摯愛」，於MV結尾實現。二人牽手走出小屋，進入籠罩在金色陽光下的森林。此處出自斯威夫特專輯《情人》最後一首歌曲〈曙光〉，曲中唱到她拋棄偽裝和人們需要「走進陽光，讓一切隨風而逝」。

### 製作

在2019冠状病毒病疫情相關規範下，該MV以安裝了電控搖臂的攝影機遠端拍攝，而無攝影機操作員

該MV由羅德里戈·普列托攝製，他曾參與〈羊毛衫〉的拍攝。斯威夫特未向普列托或技術團隊透露拍攝內容將用於新歌的MV，因此拍攝時並未使用歌曲。拍攝過程在2019冠状病毒病疫情的嚴格安全措施下進行，如遵守美国导演工会、演員工會和國際攝影師工會的檢測規範。含斯威夫特和Lee在內的所有工作人員皆戴上口罩，二人也只在拍攝時摘下口罩。在描繪巫術的場景中，舞者在表演時戴著口罩。拍攝現場使用了一套顏色編碼系統，用以標示哪些工作人員可以靠近拍攝現場和演員，而在場景附近的人皆須佩戴紅色腕帶。工作人員在斯威夫特或其他演員靠近時戴上面罩。MV本身以電控搖臂攝影機遠端拍攝，因此拍攝現場附近無攝影機操作員。
斯威夫特、普列托和其他技術人員在前期製作階段反覆討論。斯威夫特希望MV結束時場景能同〈羊毛衫〉MV般回到小屋，且她的愛人於她返回時會在小屋內。在普列托和拍攝團隊的討論後，最終方案為斯威夫特和Lee一同離開小屋。斯威夫特起初雖想於夜晚拍攝MV，但後來改在白天拍攝。拍攝巫術場景時因正值加利福尼亞州山火肆虐，故斯威夫特以魔法光球取代篝火。
美術指導伊森·托布曼向斯威夫特展示了場景的參考圖像和構想，其中之一是在地面上鋪滿紫紅色葉片，並獲斯威夫特採用。此外，托布曼也提出了秋季森林的概念。他和藝術總監西蒙·摩根透過Zoom合作。對於營火場景，摩根、普列托、燈光師曼尼·塔皮亞和機械總監唐納德·雷諾茲先於音響棚內佈置場景，並在中心標記出魔法光球的位置。他們測量了到藍幕背景的距離，標記了樹木的位置，並為狂歡節場景設置了燈光。。

## 獲獎紀錄
2021年，〈柳〉獲納許維爾詞曲作家獎「我希望我寫過這十首歌」提名，音樂錄影帶則獲獨立商業製作人獎「編輯獎」提名。同年，該曲獲巴西我的尼克獎「年度音樂錄影帶」提名。該曲在2021年MTV音樂錄影帶大獎獲三項提名，分別為「最佳流行」、「最佳導演」和「最佳藝術指導」，斯威夫特則獲「年度藝人」提名。〈柳〉在2022年獲金德比音樂獎「年度歌曲」、「年度製作」和「最佳音樂錄影帶」等獎項。
| 年份         | 典禮／組織         | 獎項                 | 結果   | 參考   |
| ------------ | ------------------ | -------------------- | ------ | ------ |
| 2021年       | 獨立商業製作人獎   | 編輯獎：音樂錄影帶   | 提名   | [ 55 ] |
| 2021年       | MTV音樂錄影帶大獎  | 最佳流行             | 提名   | [ 59 ] |
| 2021年       | MTV音樂錄影帶大獎  | 最佳導演             | 提名   | [ 59 ] |
| 2021年       | MTV音樂錄影帶大獎  | 最佳藝術指導         | 提名   | [ 59 ] |
| 2021年       | 巴西我的尼克獎     | 年度音樂錄影帶       | 提名   | [ 56 ] |
| 2021年       | MTV歐洲音樂大獎    | 最佳音樂錄影帶       | 提名   | [ 60 ] |
| 2021年       | 納許維爾詞曲作家獎 | 我希望我寫過這十首歌 | 提名   | [ 54 ] |
| 2022年       |                    |                      |        |        |
| 金德比音樂獎 | 年度歌曲           | 獲獎                 | [ 58 ] |        |
| 金德比音樂獎 | 年度製作           | 獲獎                 | [ 58 ] |        |
| 金德比音樂獎 | 最佳音樂錄影帶     | 獲獎                 | [ 58 ] |        |

## 現場表演

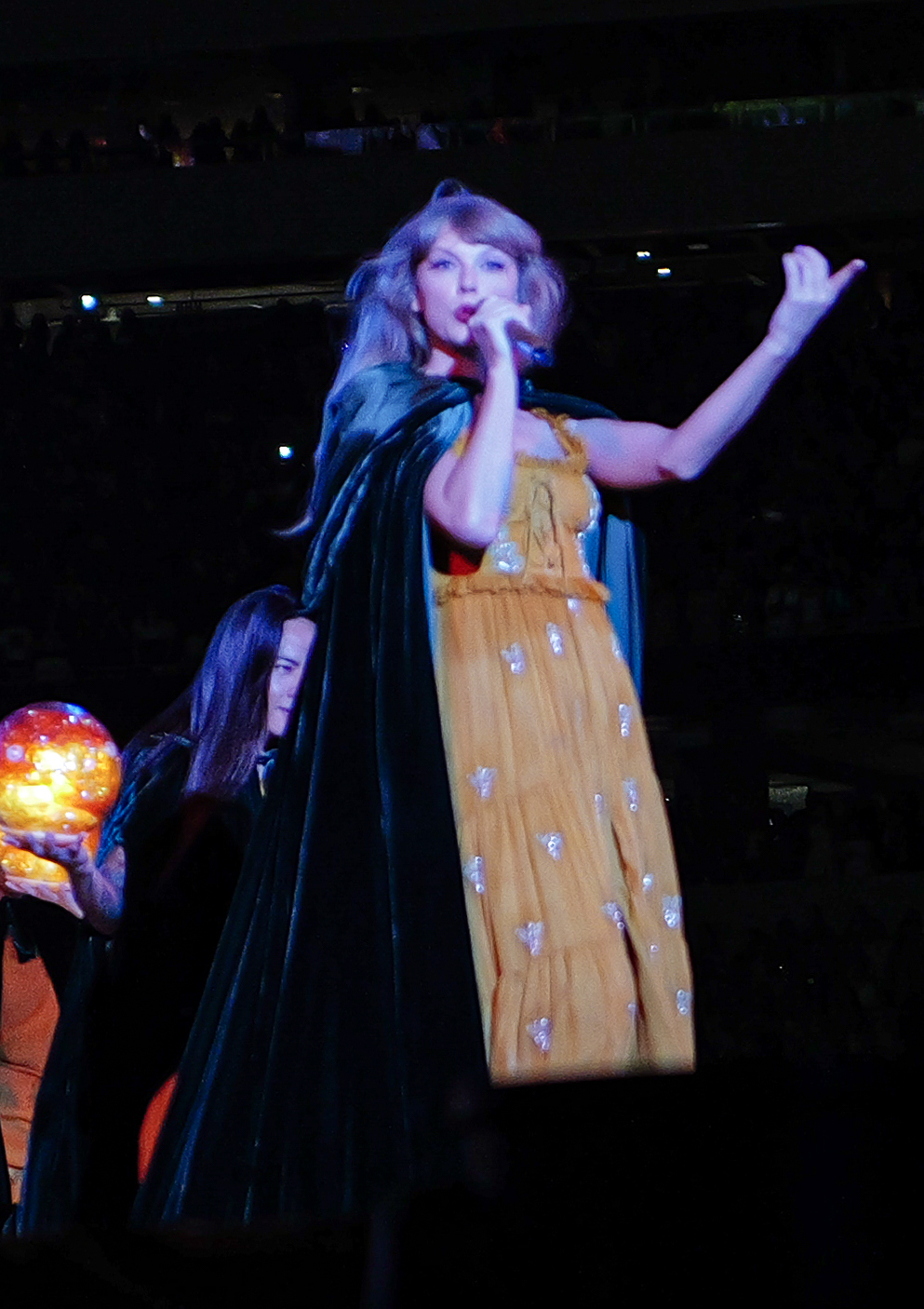
斯威夫特在2023年時代巡迴演唱會演唱〈柳〉

泰勒·斯威夫特在第63屆格萊美獎上演唱包含〈柳〉、〈羊毛衫〉和〈八月〉的混合曲，布景為富有夢幻色彩的田園風格、滿覆苔蘚的森林小屋，並有合作夥伴亞倫·戴斯納和杰克·安东诺夫在旁伴隨。斯威夫特在典禮上憑藉《民间故事》獲格莱美奖年度专辑。Pitchfork的凱特·張（Cat Zhang）認為該場表演是典禮的最佳時刻之一，並讚揚斯威夫特的歌聲和演出的魔幻森林主題布景。張提到斯威夫特看起來就像「矮人王國的仁慈仙女公主」。《华盛顿邮报》將斯威夫特的表演評為當晚第六佳，指出其「林間神秘美學」和《民间故事》的風格一致，尤其是演出背景有「鬼魅造型樹木和閃閃發光的金燈」。《告示牌》的赫蘭·馬莫（Heran Mamo）將斯威夫特「魔戒與暮光之城的奇幻結合」般的表演評為當晚第四佳。《滾石》音樂記者羅伯·薛菲德將該場表演評為「我們喜愛2021年格萊美獎的十大原因」之首，並稱該場表演為史上五大格萊美表演之一。
〈柳〉為時代巡迴演唱會（2023—2024年）演唱曲目之一。

## 曲目
| 數位下載和流媒体 1. 〈柳〉 – 3:34 數位下載和流媒体（「跳舞女巫」艾爾維拉重混版） 1. 〈柳〉（跳舞女巫版）〔艾爾維拉重混〕 – 3:04 數位下載和流媒体（「孤獨女巫」版） 1. 〈柳〉（孤獨女巫版） – 3:34 數位下載和流媒体（「月光女巫」版） 1. 〈柳〉（月光女巫版） – 3:29 數位下載和流媒体：〈柳〉（女巫合輯）迷你專輯 1. 〈柳〉 – 3:34 2. 〈柳〉（跳舞女巫版）〔艾爾維拉重混〕 – 3:04 3. 〈柳〉（孤獨女巫版） – 3:34 4. 〈柳〉（月光女巫版） – 3:28 5. 〈柳〉（音樂錄影帶） – 4:12 6. 〈柳〉（歌詞錄影帶） – 3:40 | 數位下載和流媒体（「跳舞女巫」艾爾維拉重混版，網路商店限定） 1. 〈柳〉（跳舞女巫版）〔艾爾維拉重混〕 2. 〈柳〉（器樂版） 數位下載和流媒体（「孤獨女巫」版，網路商店限定） 1. 〈柳〉（孤獨女巫版） 2. 〈柳〉（創作樣帶） 數位下載和流媒体（「月光女巫」版，網路商店限定） 1. 〈柳〉（月光女巫版） 2. 〈聖誕樹農場〉（2019 iHeartRadio Jingle Ball現場錄影） 數位下載和流媒体（90年代潮流混音版） 1. 〈柳〉（90年代潮流混音版） – 3:45 |

## 製作團隊
人員名單摘自YouTube。
歌曲
- 泰勒·斯威夫特：主唱、詞曲
- 亞倫·戴斯納：製作人、詞曲、錄音、鼓機、編排、打击乐、鍵盤樂器、合成器、钢琴、电吉他、低音吉他、原聲吉他
- 強納森·洛：錄音、混音
- 布萊斯·戴斯納：管弦樂編曲
- 格雷格·卡爾比：母带
- 史蒂夫·法隆：母带
- 詹姆斯·麥卡利斯特：合成器、鼓機編排
- 布萊恩·德文多夫：打擊樂、鼓機編排
- 尤基·努馬塔·雷斯尼克：小提琴
- 喬希·考夫曼：電吉他
- 克拉麗斯·詹森：大提琴
- 傑森·特魯廷：鐘琴
- 亞歷克斯·索普：長笛
- CJ·卡梅里里：法國號
- 托馬斯·巴特利特：鍵盤、合成器
- 本傑明·蘭茲：模組化合成器（英语：modular synth）（僅音樂錄影帶）

音樂錄影帶
- 泰勒·斯威夫特：導演
- 羅德里戈·普列托：攝影指導
- 吉爾·哈丁：製作人
- 錢斯勒·海恩斯：剪輯
- 伊桑·托班：製作設計
- 雷吉娜·費爾南德茲：製作設計
- 約瑟夫·卡塞爾：造型師
- 陽光·麥德森：造型師
- 喬·奧斯本：第一助理導演
- EV·所羅門：共同第一助理導演
- Ingenuity工作室：視覺特效
- 格蘭特·米勒：視覺特效
- 大衛·萊本斯菲爾德：視覺特效
- 朱曼娜·沙欣：視覺特效
- 麗貝卡·斯金納：執行製片人
- 凱西·帕爾默：共同製片人
- 曼尼·塔皮亞：燈光師
- 亞歷山大·格里菲斯：場務
- 文森特·盧西多：分鏡

## 排行榜
| 排行榜（2020—2022年）                     | 最高排名 |
| ----------------------------------------- | -------- |
| 澳大利亚（澳大利亚唱片业协会單曲榜）      | 1        |
| 澳大利亞（TMN鄉村五十強單曲榜）           | 48       |
| 奥地利（Ö3四十强单曲榜）                  | 30       |
| 比利时佛兰德（Ultratop五十强单曲榜）      | 40       |
| 比利时瓦隆（Ultratip榜外單曲榜）          | 1        |
| 加拿大（Canadian Hot 100）                | 1        |
| 加拿大（《告示牌》Canada AC）             | 9        |
| 加拿大（《告示牌》Canada CHR）            | 27       |
| 加拿大（《告示牌》Canada Hot AC）         | 7        |
| 克羅地亞（克羅地亞廣播電視台）            | 4        |
| 克羅地亞（《告示牌》Croatia Songs）       | 9        |
| 捷克（百強數位單曲榜）                    | 54       |
| 歐洲（《告示牌》Euro Digital Song Sales） | 7        |
| 法国（法國唱片出版業公會單曲榜）          | 111      |
| 德国（德國官方單曲榜）                    | 46       |
| 全球（Billboard Global 200）              | 2        |
| 希臘（國際唱片業協會希臘分會國際單曲榜）  | 20       |
| 匈牙利（四十強單曲榜）                    | 9        |
| 冰島（Plötutíðindi）                      | 37       |
| 愛爾蘭（愛爾蘭唱片音樂協會单曲榜）        | 3        |
| 意大利（意大利音乐产业联盟）              | 70       |
| 黎巴嫩（黎巴嫩官方二十强榜）              | 16       |
| 立陶宛（AGATA）                           | 25       |
| 馬來西亞（馬來西亞唱片業協會）            | 2        |
| 荷兰（荷蘭四十強單曲榜）                  | 30       |
| 荷兰（百强单曲榜）                        | 49       |
| 新西兰（新西兰唱片音乐协会）              | 3        |
| 葡萄牙（葡萄牙唱片業協會单曲榜）          | 20       |
| 新加坡（新加坡唱片業協會）                | 1        |
| 斯洛伐克（百強數位單曲榜）                | 50       |
| 瑞典（瑞典最熱榜）                        | 67       |
| 瑞士（瑞士热门音乐榜）                    | 21       |
| 英國（官方榜单公司單曲榜）                | 3        |
| 美国（《告示牌》百大單曲榜）              | 1        |
| 美國（《告示牌》成人當代單曲榜）          | 6        |
| 美國（《告示牌》Adult Pop Airplay）       | 1        |
| 美國（《告示牌》Hot Rock Songs）          | 1        |
| 美國（《告示牌》Pop Airplay）             | 17       |

| 排行榜（2021年）                               | 排名 |
| ---------------------------------------------- | ---- |
| 澳大利亚（澳大利亚唱片业协会）                 | 68   |
| 加拿大（Canadian Hot 100）                     | 47   |
| 全球（Billboard Global 200）                   | 101  |
| 美國（Billboard Hot 100）                      | 55   |
| 美國（《告示牌》Adult Contemporary Songs）     | 6    |
| 美國（《告示牌》Adult Pop Airplay Songs）      | 6    |
| 美國（《告示牌》Hot Rock & Alternative Songs） | 6    |

## 銷量認證
| 地區                           | 认证    | 认证单位/销量 |
| ------------------------------ | ------- | ------------- |
| 澳大利亚（澳大利亚唱片业协会） | 3× 白金 | 280,000‡      |
| 巴西（巴西唱片業協會）         | 2× 白金 | 80,000‡       |
| 加拿大（加拿大音乐协会）       | 白金    | 80,000‡       |
| 丹麦（國際唱片業協會丹麥分會） | 金      | 45,000‡       |
| 意大利（意大利音乐产业联盟）   | 金      | 50,000‡       |
| 挪威（國際唱片業協會挪威分会） | 金      | 30,000‡       |
| 波兰（波蘭音像製造商協會）     | 金      | 25,000‡       |
| 西班牙（西班牙音樂製作協會）   | 白金    | 60,000‡       |
| 英国（英国唱片业协会）         | 白金    | 600,000‡      |
| 美国（美國唱片業協會）         | 白金    | 1,000,000‡    |
| ‡僅含認證的+實際銷量           |         |               |

## 發行歷史
| 地區   | 日期           | 格式             | 版本             | 唱片公司 | 參考          |
| ------ | -------------- | ---------------- | ---------------- | -------- | ------------- |
| 多地   | 2020年12月11日 | 數位下載 流媒体  | 原版             | 聯眾     | [ 69 ]        |
| 多地   | 2020年12月13日 | 數位下載 流媒体  | 「跳舞女巫」版   | 聯眾     | [ 70 ] [ 71 ] |
| 美國   | 2020年12月14日 | 成人当代音乐電台 | 原版             | 聯眾     | [ 133 ]       |
| 美國   | 2020年12月15日 | 當代流行電台     | 原版             | 聯眾     | [ 134 ]       |
| 多地   | 2020年12月15日 | 數位下載 流媒体  | 「孤獨女巫」版   | 聯眾     | [ 72 ]        |
| 多地   | 2020年12月16日 | 數位下載 流媒体  | 「月光女巫」版   | 聯眾     | [ 73 ]        |
| 義大利 | 2020年12月18日 | 电台播放         | 原版             | 环球     | [ 135 ]       |
| 多地   | 2021年6月14日  | 數位下載 流媒体  | 90年代潮流混音版 | 聯眾     | [ 16 ]        |